# 斯科夫河
斯科夫河（法語：Scorff，法語發音：[skɔʁf]）是法国布列塔尼大區莫尔比昂省、阿摩尔滨海省与菲尼斯泰尔省的河流，长78.6千米。